# Мопсиестий
Мопсиестий — фракийский правитель IV века до н. э.

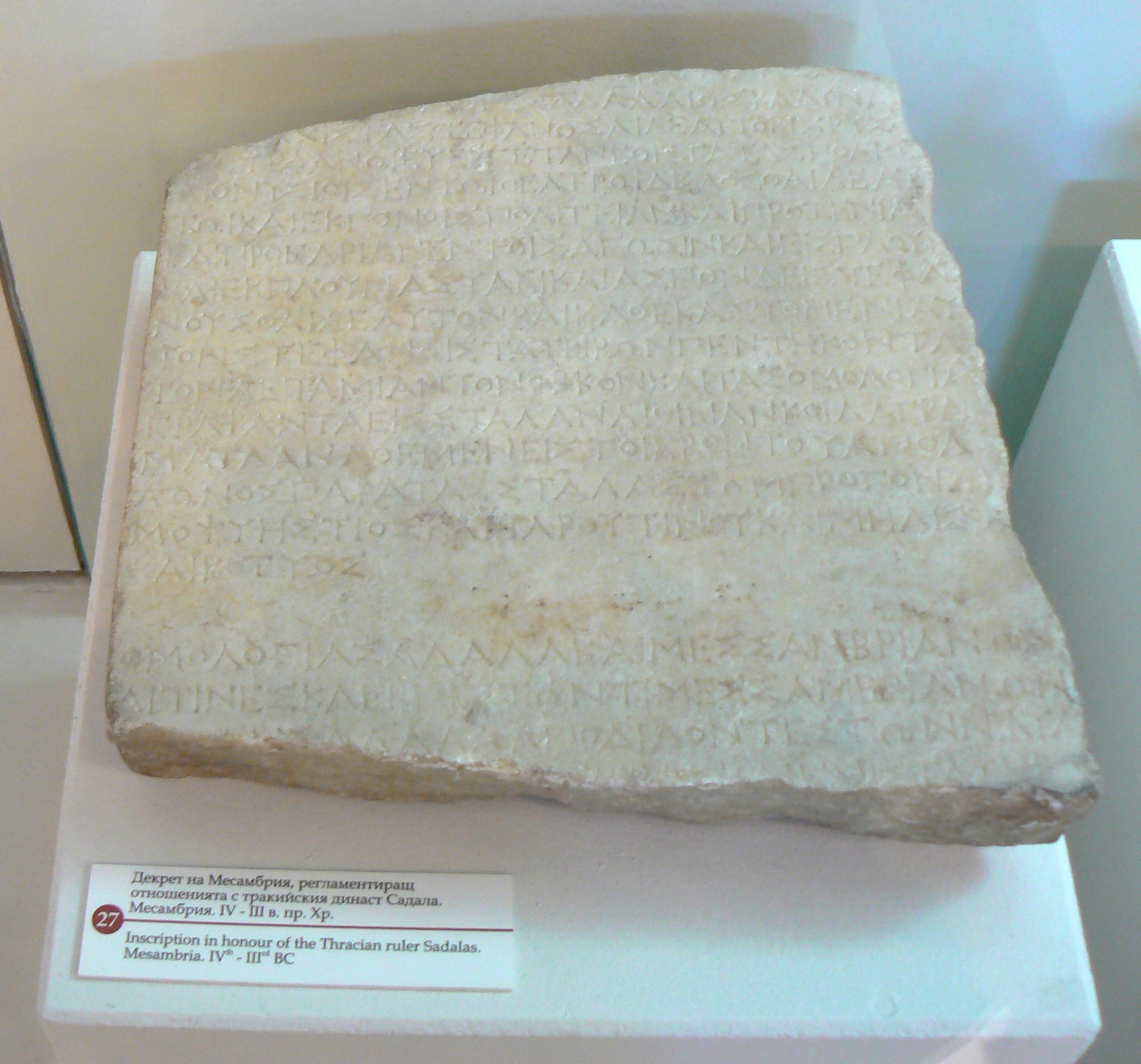
Договор Садалы с месембрийцами

О Мопсиестии стало известно из обнаруженной в болгарском городе Несебыр частично сохранившейся стелы, датируемой концом IV — началом III века до н.э, либо серединой или второй половиной III века до н. э. и впервые опубликованной в 1951 году сотрудником Бургасского народного музея Иваном Гылыбовым. Сохранившийся текст на стеле рассказывает о взаимоотношениях фракийца Садалы с жителями греческого полиса Месембрии. Также в надписи перечисляются несколько предшественников Садалы, в том числе Мопсиестия. По мнению большинства историков, они являются родственниками, но К. А. Анисимов отметил, что это точно не доказано.
Как подчеркнули исследователи, в то время как имена Тарутин, Медиста и Котис, несомненно, явно фракийские, имя Мопсиестий ранее во фракийской ономастике не встречалось. По замечанию Т. В. Блаватской, его имя поясняет необычное название города в Киликии — Мопсуестия, основанного, по всей видимости, фракийскими переселенцами из Троады. Звания Садалы и его предков не называются, что по мнению болгарского исследователя Хр. М. Данова может объясняться как тем, что они были слишком хорошо известны месембрийцам, так и тем, что эти титулы были изложены в первой, не сохранившейся части надписи. Некоторые учёные, например, Х. М. Данов, склонны считать Садалу и его предков правителями астов. Другие, такие как И. Гылыбов, посчитали, что они были членами одрисского царского рода. Болгарский историк А. Фол допустил, что династии могли быть как одрисского, так и астейского происхождения. По предположению Хр. М. Данова, Мопсиестий мог быть прапрадедом Садалы и являться, по меньшей мере, современником македонского царя Филиппа II. В таком случае даже во времена могущества Одрисского царства при Котисе I в юго-восточной части Фракии существовали обособленные княжества. Как констатировал И. Лазаренко, о взаимоотношениях Садалы и его предков с македонскими правителями ничего не известно.